# Elecciones provinciales de Santa Fe de 2011
Las elecciones generales de la Provincia de Santa Fe de 2011 se llevaron a cabo el domingo 24 de julio del mencionado año. Se eligió un gobernador y un vicegobernador,  50 diputados provinciales,  19 senadores provinciales, 43 intendentes, además de concejales y miembros comunales. De acuerdo a la legislación vigente, el día 22 de mayo de 2011 se realizaron las elecciones primarias, donde los precandidatos de cada partido o alianza electoral definían quien sería el candidato a gobernador de cara a las elecciones generales, así como los cargos legislativos. El artículo 9 de la ley 12.367 que regula el acto eleccionario establece que para poder conformar la partida de los candidatos en las elecciones generales se debe alcanzar un mínimo del 1,5% del electorado.
En las primarias obligatorias, se evidenció una polarizada competencia entre los candidatos del Frente Santa Fe Para Todos, compuesto por el Partido Justicialista (PJ) y aliados dentro de la alianza gobernante a nivel nacional, el Frente para la Victoria (FPV), imponiéndose entre las cuatro fórmulas justicialistas la del kirchnerista Agustín Rossi. Por su parte, el gobernante Frente Progresista Cívico y Social (FPCyS), compuesto por el Partido Socialista (PS), la Unión Cívica Radical (UCR) y otras fuerzas de centroizquierda, también presentó una competencia de cuatro fórmulas, resultando ganadora la encabezada por el socialista Antonio Bonfatti. En tercer lugar, muy atrás, quedó la alianza Unión PRO Federal, liderada por el partido Propuesta Republicana (PRO), de Mauricio Macri, que respaldó la candidatura solitaria de Miguel del Sel. Aunque los demás candidatos no superaron el punto porcentual, se resolvió no emplear en estas elecciones la barrera proscriptiva del 1.5%, lo que llevó a que todas las demás fórmulas compitieran de todas formas.
La elección general fue marcada por diversos hitos. Bonfatti obtuvo una estrecha victoria con el 39.68% de los votos, garantizando la permanencia del socialismo en el poder por otro mandato de cuatro años. Sin embargo, la nota destacada de la jornada fue el segundo lugar logrado por Del Sel, con el 36.08% de los votos, un incremento en votos de casi el triple con respecto a las primarias obligatorias, constituyendo la mayor irrupción electoral para el macrismo fuera de su bastión en la ciudad de Buenos Aires hasta el momento. En contraste, Rossi fue derrotado al recibir solo el 22.76%, apenas algo más de la mitad de lo logrado por la totalidad de la alianza en las primarias. El plano legislativo fue casi exactamente el contrario, imponiéndose el justicialismo por escaso margen y logrando la mayoría automática de 28 escaños en la Cámara de Diputados, más 11 de los 19 senadores departamentales. El socialismo quedó segundo en ambas elecciones y el macrismo tercero, sin lograr ningún senador y obteniendo solo 7 diputados. La participación fue del 74.89% del electorado registrado, y los cargos electos asumieron el 10 de diciembre.

## Reglas electorales
- Gobernador y vicegobernador electos por mayoría simple.
- 50 diputados, la totalidad de los miembros de la Cámara de Diputados Provincial. Electos por toda la provincia con 28 bancas reservadas para el partido más votado y 22 a los demás partidos, en proporción de los votos que hubieren logrado.
- 19 senadores, la totalidad de los miembros de la Cámara de Senadores Provincial. Electo un senador por cada uno de los 19 departamentos en los que se divide la provincia, usando mayoría simple.

## Encuestas
| Fecha   | Encuestadora | Antonio Bonfatti | Agustín Rossi | Miguel del Sel | Otro | Voto en blanco | Ns/Nc |
| ------- | ------------ | ---------------- | ------------- | -------------- | ---- | -------------- | ----- |
| 06/2011 | Nora Ventoni | 39.2%            | 30.4%         | 21.7%          | 1.6% | 3.3%           | 3.8%  |
| 07/2011 | Nora Ventoni | 41.2%            | 26.8%         | 23.7%          | 0.7% | 4.0%           | 3.6%  |
| 07/2011 | Robustelli   | 37.1%            | 31%           | 22.9%          |      |                |       |

## Resultados

### Primarias
Se realizaron en simultáneo en todo el territorio Santafesino y fueron de carácter obligatorio. Arrojaron el siguiente resultado, proclamando a los candidatos por cada partido o alianza a las elecciones generales del 24 de julio.
| Partido/Alianza       | Partido/Alianza                                 | Interna                 | Fórmula                     | Fórmula                 | Interna               | Interna               | Partido   | Partido |
| Partido/Alianza       | Partido/Alianza                                 | Interna                 | Gobernador                  | Vicegobernador          | Votos                 | %                     | Votos     | %       |
| --------------------- | ----------------------------------------------- | ----------------------- | --------------------------- | ----------------------- | --------------------- | --------------------- | --------- | ------- |
|                       | Frente Santa Fe para Todos                      | Frente para la Victoria | Agustín Rossi               | Jorge Alberto Hoffmann  | 276.582               | 39,94                 | 692.424   | 42,63   |
| Por más Santa Fe      | Frente Santa Fe para Todos                      | Omar Perotti            | Carlos Américo Bermúdez     | 207.546                 | 29,97                 |                       | 692.424   | 42,63   |
| Encuentro Santafesino | Frente Santa Fe para Todos                      | Rafael Bielsa           | Oscar Ariel Martínez        | 196.653                 | 28,40                 |                       | 692.424   | 42,63   |
| Soy Federal           | Frente Santa Fe para Todos                      | Juan Carlos Mercier     | Ángel Enzo Baltuzzi         | 11.643                  | 1,68                  |                       | 692.424   | 42,63   |
|                       | Frente Progresista Cívico y Social              | El Cambio Continúa      | Antonio Bonfatti            | Jorge Henn              | 299.793               | 45,04                 | 665.614   | 40,98   |
| Unidad Progresista    | Frente Progresista Cívico y Social              | Mario Domingo Barletta  | Carlos Marcelo Comi         | 205.585                 | 30,89                 |                       | 665.614   | 40,98   |
| Ganamos Todos         | Frente Progresista Cívico y Social              | Rubén Giustiniani       | Ana Isabel Copes            | 155.256                 | 23,33                 |                       | 665.614   | 40,98   |
| Adelante Santa Fe     | Frente Progresista Cívico y Social              | Luis Alberto Cáceres    | Ricardo Alejandro Terrile   | 4.980                   | 0,75                  |                       | 665.614   | 40,98   |
|                       | Unión Pro Federal                               | Pro Santa Fe            | Miguel del Sel              | Osvaldo Alfredo Salomón | 241.631               | 100                   | 241.631   | 14,88   |
|                       | Movimiento Independiente de Justicia y Dignidad | Justicia y Dignidad     | Raúl Castells               | Angélica Gonchay        | 9.556                 | 100                   | 9.556     | 0,59    |
|                       | Partido Obrero                                  | Unidad Obrera           | Carlos Alberto María Blanco | María Silva Remondino   | 9.364                 | 100                   | 9.364     | 0,58    |
|                       | Partido Autonomista de Santa Fe                 | Seguridad para Todos    | Carlos Yerbe                | Walter Omar Visintin    | 5.543                 | 100                   | 5.543     | 0,34    |
| Votos positivos       | Votos positivos                                 | Votos positivos         | Votos positivos             | Votos positivos         | Votos positivos       | Votos positivos       | 1.624.132 | 90,64   |
| Votos en blanco       | Votos en blanco                                 | Votos en blanco         | Votos en blanco             | Votos en blanco         | Votos en blanco       | Votos en blanco       | 74.644    | 4,17    |
| Votos nulos           | Votos nulos                                     | Votos nulos             | Votos nulos                 | Votos nulos             | Votos nulos           | Votos nulos           | 93.046    | 5,19    |
| Participación         | Participación                                   | Participación           | Participación               | Participación           | Participación         | Participación         | 1.791.822 | 73,68   |
| Electores registrados | Electores registrados                           | Electores registrados   | Electores registrados       | Electores registrados   | Electores registrados | Electores registrados | 2.431.770 | 100     |
| Fuente:               |                                                 |                         |                             |                         |                       |                       |           |         |

### Gobernador y vicegobernador
| Fórmula                     | Fórmula                 | Partido/Alianza       | Partido/Alianza                                 | Votos     | %     |
| Gobernador                  | Vicegobernador          | Partido/Alianza       | Partido/Alianza                                 | Votos     | %     |
| --------------------------- | ----------------------- | --------------------- | ----------------------------------------------- | --------- | ----- |
| Antonio Bonfatti            | Jorge Henn              |                       | Frente Progresista, Cívico y Social             | 676.805   | 39,68 |
| Miguel del Sel              | Osvaldo Alfredo Salomón |                       | Unión Pro Federal                               | 615.368   | 36,08 |
| Agustín Rossi               | Jorge Alberto Hoffmann  |                       | Frente Santa Fe para Todos                      | 388.231   | 22,76 |
| Carlos Alberto María Blanco | María Silvia Remondino  |                       | Partido Obrero                                  | 11.161    | 0,65  |
| Raúl Castells               | Angélica Gonchay        |                       | Movimiento Independiente de Justicia y Dignidad | 9.001     | 0,53  |
| Carlos Yerbe                | Walter Omar Visintin    |                       | Partido Autonomista de Santa Fe                 | 4.963     | 0,29  |
| Votos positivos             | Votos positivos         | Votos positivos       | Votos positivos                                 | 1.705.529 | 93,46 |
| Votos en blanco             | Votos en blanco         | Votos en blanco       | Votos en blanco                                 | 41.974    | 2,30  |
| Votos nulos                 | Votos nulos             | Votos nulos           | Votos nulos                                     | 77.460    | 4,24  |
| Participación               | Participación           | Participación         | Participación                                   | 1.824.963 | 74,86 |
| Electores registrados       | Electores registrados   | Electores registrados | Electores registrados                           | 2.437.901 | 100   |
| Fuente:                     |                         |                       |                                                 |           |       |

### Cámara de Diputados
| Partido/Alianza       | Partido/Alianza                                 | Votos     | %     | Bancas | Candidatos |
| --------------------- | ----------------------------------------------- | --------- | ----- | ------ | --- |

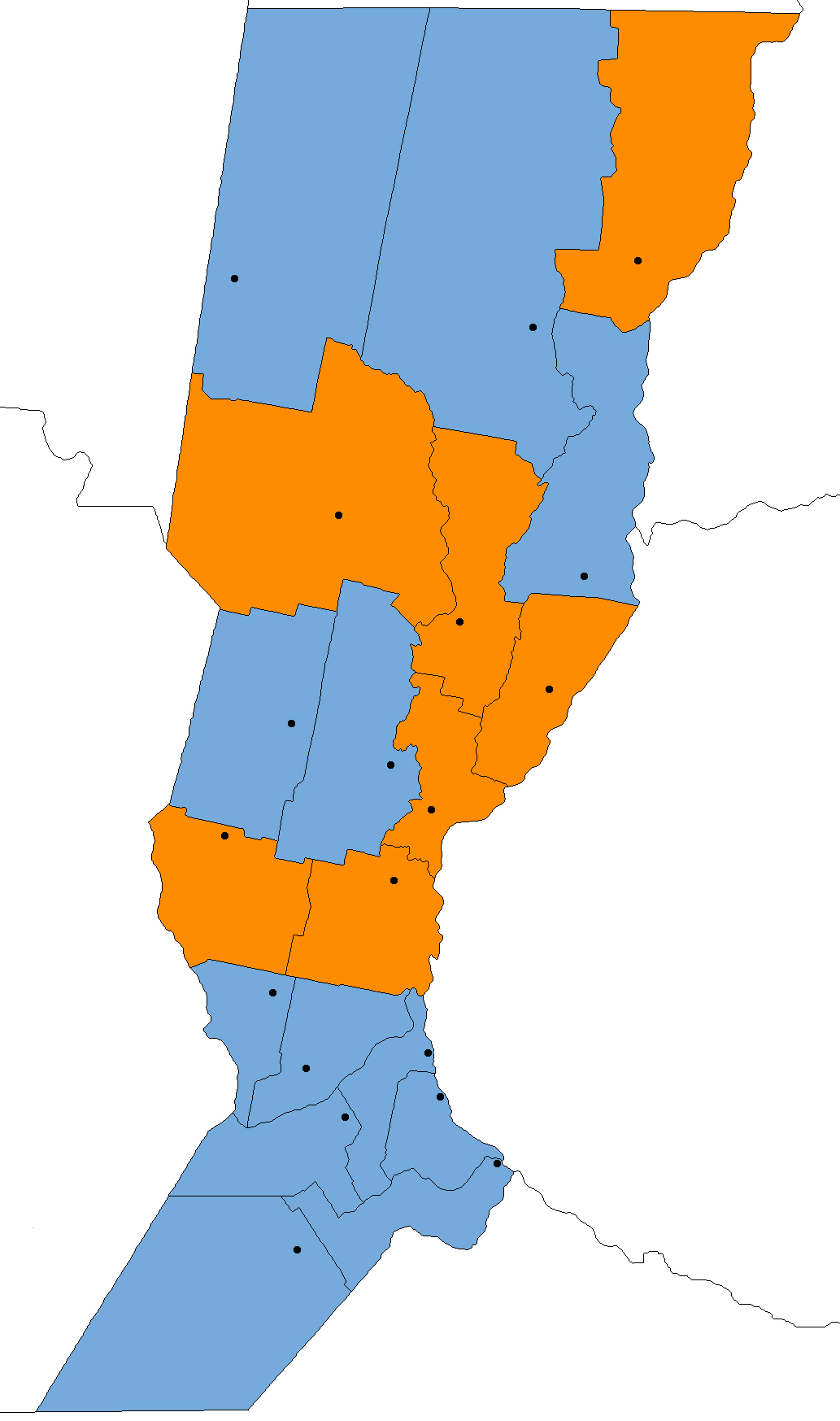
Resultados de diputados por departamento:
Frente Progresista, Cívico y Social
Frente para la Victoria

|                       | Frente Santa Fe para Todos                      | 581.363   | 38,12 | 28/50  | Ver candidatos: 1. María Eugenia Bielsa 2. Germán Alcides Osvaldo Kahlow 3. Luis Daniel Rubeo 4. Mario Alfredo Lacava 5. Silvia Susana de Cesaris 6. Pablo Fernando di Bert 7. Ricardo Luján 8. Jorge Alberto Abello 9. Alejandra del Huerto Obeid 10. Leandro Busatto 11. Marcela Leonor Aeberhard 12. Olga Gladys Coteluzzi 13. Roberto Federico Reutemann 14. Oscar Alberto Daniele 15. Oscar Daniel Urruty 16. Roberto Mirabella 17. Patricia Alejandra Gazcue 18. Bernardo Darío Vega 19. Darío Nicolás Mascioli 20. Marcelo Fabián Picardi 21. Rosario Guadalupe Cristiani 22. Eduardo Leandro Toniolli 23. Alicia Inés Damiani 24. Érika María de L. Gonnet 25. Avelino Amado Lago 26. Alejandro Fraga 27. Ricardo Dionisio Olivera 28. Gerardo Rico |
|                       | Frente Progresista Cívico y Social              | 550.882   | 36,12 | 15/50  | Ver candidatos: 1. Raúl Alberto Lamberto (PS) 2. Griselda Tessio (UCR) 3. Santiago Ángel Mascheroni (UCR) 4. Darío Alberto Boscarol (UCR) 5. Inés Angélica Bertero (PS) 6. Víctor Hugo Dadomo (UCR) 7. Joaquín Francisco Alfonso Blanco (PS) 8. Susana Rosa García (CC-ARI) 9. Eduardo Alfredo di Pollina (PS) 10. Julián Galdeano (UCR) 11. Edgardo Luis Martino (UCR) 12. Verónica Claudia Benas (PARES) 13. Maximiliano Pullaro (UCR) 14. Juan Carlos Millet (UCR) 15. Alicia Verónica Gutiérrez (SI) 16. Ariel Esteban Bermúdez (CREO) 17. René Antonio Bonetto (UCR) 18. Natalia Enrico (PS) 19. Alicia Tate (UCR) 20. Silvia Olga Godoy (UCR) 21. Gabriel Edgardo Real (PDP) 22. Osvaldo Héctor del Valle Fatala (PS) 23. Fabián Lionel Bastia (UCR) 24. Miguel Ciro D. G. González (PS) 25. Ricardo Adrián Musso (UCR) 26. Héctor Delfino Gregoret (UCR) 27. Patricia Norma Tepp (UCR) 28. Alfredo Adolfo Alberdi (UCR) |
|                       | Unión Pro Federal                               | 246.445   | 16,16 | 7/50   | Ver candidatos: 1. Norberto Reynaldo Nicotra 2. Raúl Augusto Fernández 3. Alejandra Vucasovich 4. Germán Ernesto Mastrocola 5. Federico Angelini 6. Miriam Andrea Cinalli 7. Demetrio Oscar Álvarez 8. Darío Jeannot 9. Cesira Arcando 10. Ezequiel Pablo Fernández de Salvi 11. Gerardo Daniel Colotti 12. Samira Iliana Cornaglia 13. Pablo Tubio 14. Carlos Ariel Peñalva 15. Laura Alicia Bolatti 16. Gonzalo Javier Mansilla 17. Aldo Luis Fregona 18. María Lorena Castaño 19. Carlos Alberto Córdoba 20. Julio Humberto Constantino Díaz 21. Mirian Griselda Aggeri 22. Osvaldo Herminio Brunelli 23. Mario José Bravi 24. Elisa Érica Esser 25. Ariel Darío Denegri 26. Jorge Alberto Esponda 27. Renata Roberta Ghilotti 28. Leandro Raúl Aglieri |
|                       | Movimiento Proyecto Sur                         | 60.426    | 3,96  | 0/50   | Ver candidatos: 1. Carlos del Frade 2. María Cristina Díaz 3. Alejandro Mariano Parlante 4. Julieta Haidar 5. Luis Oscar Molinas 6. Oscar Luis Gerlo 7. Mónica Ana Rovetto 8. María Inés Rodríguez 9. Facundo Martín Fernández 10. Hugo Gallo 11. Nelson Darío Pochettino 12. Mónica Beatriz Montenegro 13. Mario José Lo Ciuro 14. Carlos Marcelo Lesgart 15. María Laura Sosa 16. Agustín Alberto Secreto 17. Manuel Claudio Sejas 18. Marcela Fabiana Nicolini 19. Bernabé Roberto Duarte 20. Juan Gabriel Peralta 21. Natalia Vanesa Monteleone 22. Mariana Valeria Palacios 23. Jorge Raúl Busaniche 24. Víctor Oscar Silva 25. Patricia Susana Lucía Recanati 26. Mariano Gabriel Zurvera 27. Lucina Adriana Guadalupe Farioli 28. María Elba Cuevas |
|                       | Política Abierta para la Integridad Social      | 23.999    | 1,57  | 0/50   | Ver candidatos: 1. Aldo Héctor Martín 2. Mario Atilio Deschi 3. Mónica Adriana Faienza 4. Oscar Alberto Córdoba 5. Sergio Alejandro Alfaro 6. Analía Rosa Bianchi 7. Daniel Antonio Moroni 8. Mirta Aurora Mayer 9. Beatriz Guadalupe Giustozzi 10. Julio Germán Felice 11. Héctor Calixto Cabrera 12. Carla Andrea Yesciani 13. Juan Gregorio Ávalos 14. Cristian Rubén Dichiara 15. Julia Daniela Sánchez 16. Darío Rubén Valverdi 17. Laura Evelyn Elisei 18. Roxana Sagrera 19. Diego Carlos Hubeli 20. Daniel Osvaldo Moncagatta 21. Yasmina Verónica Elías 22. Santiago Marcelo Murchio 23. Soledad Ortiz de Zárate 24. Miguel Ángel Hurtado 25. José Raúl Pereyra 26. Vanina Andrea Márquez 27. Roberto Andrés Tabone 28. Mariano Pablo Giacometti |
|                       | Partido Demócrata Cristiano                     | 21.552    | 1,41  | 0/50   | Ver candidatos: 1. Daniel Humberto Ybáñez 2. Rodolfo Oscar Ortiz de Guinea 3. Graciela Liliana González 4. Emilio Darío Trucco 5. Néstor Daniel Rolón 6. Susana Beatriz Aranda 7. Ricardo Armando Blanche 8. Marina Gabriela Bertone 9. Carlos Alberto Alvarado 10. Carolina Ayelén Fandos 11. Ignacio Raúl Rodríguez 12. Marcelo Javier Jobson 13. Vanesa Celeste Puppione 14. Daniel Eduardo Santillán 15. Germán Ernesto Messina 16. Marcela Ester Rodríguez 17. Diego Alejandro Martínez 18. Gustavo Mansilla 19. Mariela Natalia Ortiz 20. Nélida Teresa Alonso 21. Oscar José Insaurralde 22. Paula Ponce 23. Nidia Margarita Sosa 24. Humberto Leonel Méndez 25. Matías Ezequiel Braida 26. Laura Guadalupe Presser 27. Carlos María Paz 28. Sebastián Eduardo Neponuceno |
|                       | Partido Obrero                                  | 19.259    | 1,26  | 0/50   | Ver candidatos: 1. Miguel Ángel Martorell 2. Silvia Cristina Coronel 3. Silvia Patricia Medina 4. Carolina Alejandra Piatti 5. Eduardo Ariel Pavón 6. Sergio Cafferatti 7. Enrique Javier Goldy 8. Noelia Laura Quiroga 9. Gonzalo Sebastián Bazzani 10. José Luis Echezarreta 11. Rubén Alberto Peralta 12. Mirta Elena Oyola 13. Marina Teresa Nieto 14. Leonardo Saúl Abel Ciprés 15. Anabel Sandra Varela 16. Silvina Gisela Clavero 17. Felipe Adolfo Elías 18. Pedro Pablo Fernández 19. María Esther Barbaresco 20. Gabriela Blanca Becerra 21. Fernando Juan Segarra 22. Daniel Jesús Ponce 23. Nicolás Alberto Blanco 24. Sandra Mariel Villalba 25. Alejandra Mariela Márquez 26. Andrés Oscar Gauna 27. Guillermo Gómez 28. Rubén Darío Quiroga |
|                       | Partido Autonomista de Santa Fe                 | 11.817    | 0,77  | 0/50   | Ver candidatos: 1. Fabio Renato Brekes 2. Jorge Alberto Aguiar 3. Rosa Guadalupe Vecchi 4. Rodrigo Martín Espeñán 5. Gabriela Pavarin 6. María Rita San Lorenzo 7. José Antonio Morano 8. Mariana Julieta Rodríguez 9. María del Carmen Martínez 10. Alejandro Alberto Avino 11. Edgardo Ramón Álvarez 12. Paola Vanesa Knuttzen 13. María Cristina Aseguin 14. Verónica Mariela Basualdo 15. Jorge Héctor Rodríguez 16. Luis Mariani 17. José María González 18. Eleonora Evangelina Alániz 19. Ariel Fabián Cambursano 20. Oscar Eduardo Silva 21. Angélica Noemí Grazioso 22. Renee Ramón Nieva 23. Ismael Ángel Álvarez 24. Marcela Rita Pansa 25. Cristina Gabriela Enrique Aseguin 26. Marcelo Daniel Aguirre 27. Juan Domingo Cañete 28. María Fernanda Díaz |
|                       | Movimiento Independiente de Justicia y Dignidad | 9.373     | 0,61  | 0/50   | Ver candidatos: 1. Ángel Antonio Giménez 2. Laura Liliana Alcaraz 3. Mónica Susana Ramos 4. Lorena Maricel Ferreyra 5. Daniel Salvador Ocampo 6. Roberto Carlos Aguirre 7. Héctor Ricardo Domínguez 8. Andrea Soledad Rodríguez 9. Jorge Alberto Falcón 10. Ramona Isabel Graffioli 11. Mariela Mónica Hang 12. Fabiana Susana Aristizábal 13. Natalia Andrea Quiroga 14. Nicolás Juan Pablo Baroldi 15. Norberto Esteban Ligieri 16. Gustavo Adrián Ocampo 17. Romina Valeria Duque 18. Ramón Santiago Benítez 19. Malvina Gisela Sosa 20. Noemí Aida Zapata 21. Rubén Darío Fazzi 22. Analía Vanesa Aranda 23. Julia Ivana Velázquez 24. Carlos Andrés Maciel 25. Aquiles Enrique Rodríguez 26. Celia Elena Ramona Ramírez 27. María Alejandra Andrada 28. Marilina de los Ángeles Acuña |
| Votos positivos       | Votos positivos                                 | 1.525.116 | 83,56 |        | |
| Votos en blanco       | Votos en blanco                                 | 151.527   | 8,30  |        | |
| Votos nulos           | Votos nulos                                     | 148.320   | 8,13  |        | |
| Participación         | Participación                                   | 1.824.963 | 74,86 |        | |
| Electores registrados | Electores registrados                           | 2.437.901 | 100   |        | |
| Fuente:               |                                                 |           |       |        | |

### Cámara de Senadores

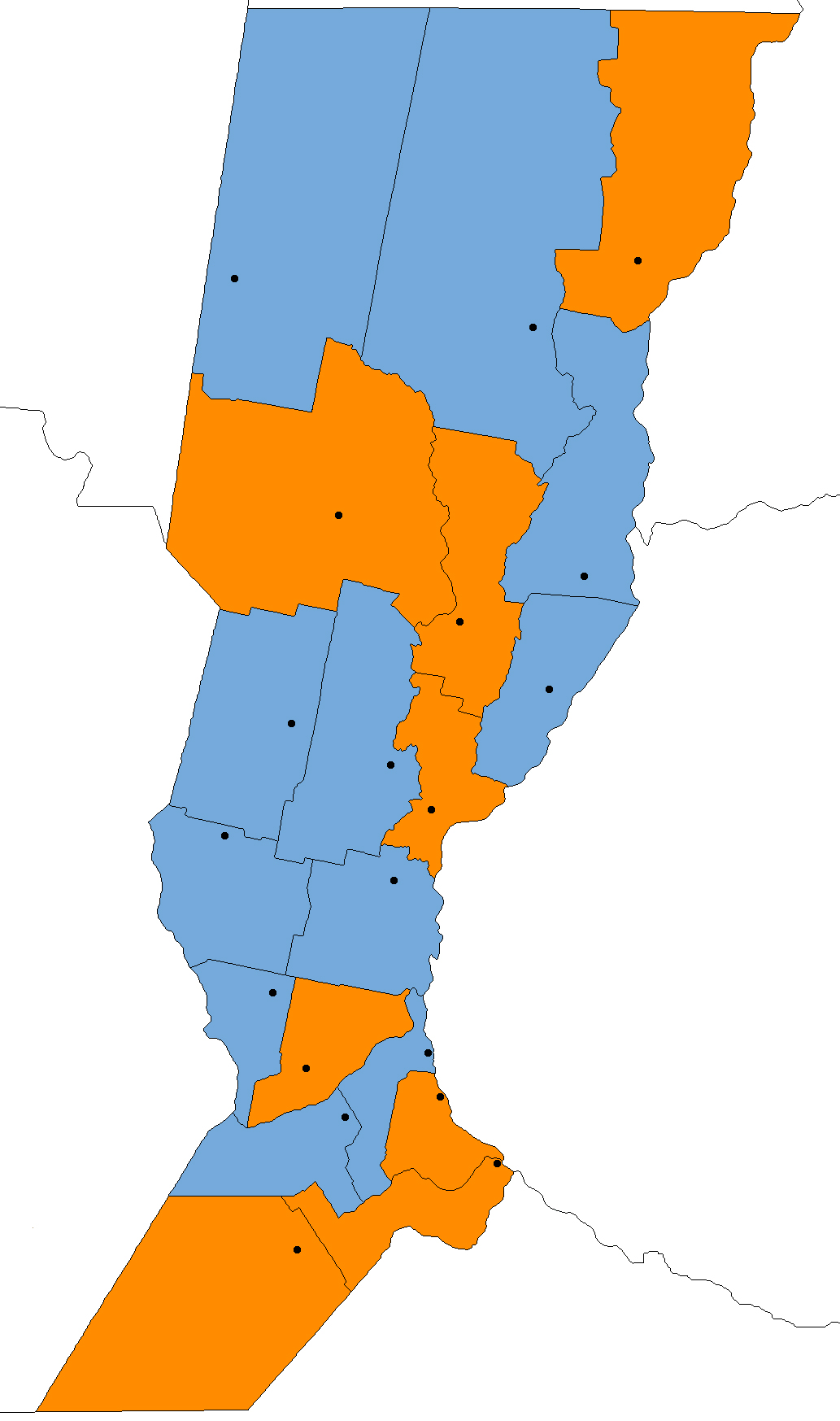
Resultados de senadores por departamento:
Frente Progresista, Cívico y Social
Frente para la Victoria

| Partido/Alianza       | Partido/Alianza                                 | Votos     | %     | Bancas |
| --------------------- | ----------------------------------------------- | --------- | ----- | ------ |
|                       | Frente Progresista, Cívico y Social             | 801.376   | 50,28 | 8/19   |
|                       | Frente Santa Fe para Todos                      | 517.504   | 32,47 | 11/19  |
|                       | Unión Pro Federal                               | 168.942   | 10,60 |        |
|                       | Movimiento Proyecto Sur                         | 25.470    | 1,60  |        |
|                       | Partido Obrero                                  | 19.138    | 1,20  |        |
|                       | Política Abierta para la Integridad Social      | 17.249    | 1,08  |        |
|                       | Partido Autonomista de Santa Fe                 | 12.795    | 0,80  |        |
|                       | Partido Demócrata Cristiano                     | 9.403     | 0,59  |        |
|                       | Partido Nacionalista Constitucional UNIR        | 7.832     | 0,49  |        |
|                       | Movimiento Independiente de Justicia y Dignidad | 7.234     | 0,45  |        |
|                       | Partido de los Trabajadores Socialistas         | 4.739     | 0,30  |        |
|                       | Confluencia Santafesina                         | 1.587     | 0,10  |        |
|                       | Movimiento de Integración y Desarrollo          | 456       | 0,03  |        |
| Votos positivos       | Votos positivos                                 | 1.593.725 | 87,33 |        |
| Votos en blanco       | Votos en blanco                                 | 108.534   | 5,95  |        |
| Votos nulos           | Votos nulos                                     | 122.704   | 6,72  |        |
| Participación         | Participación                                   | 1.824.963 | 74,86 |        |
| Electores registrados | Electores registrados                           | 2.437.901 | 100   |        |
| Fuente:               |                                                 |           |       |        |

#### Resultados por departamentos
| Belgrano 1 Senador                  | Belgrano 1 Senador | Belgrano 1 Senador                              | Belgrano 1 Senador | Belgrano 1 Senador |
| Candidato                           | Partido/Alianza    | Partido/Alianza                                 | Votos              | %                  |
| ----------------------------------- | ------------------ | ----------------------------------------------- | ------------------ | ------------------ |
| Alberto Crossetti                   |                    | Frente Santa Fe para Todos                      | 10.518             | 43,06              |
| Juan Carlos Cayetano Valdano (PS)   |                    | Frente Progresista Cívico y Social              | 9.848              | 40,31              |
| Jorge Rafael Balbi                  |                    | Unión Pro Federal                               | 2.966              | 12,14              |
| Gastón Marcelo di Battista          |                    | Partido Autonomista de Santa Fe                 | 458                | 1,87               |
| Miguel Hugo Bonalumi                |                    | Movimiento de Integración y Desarrollo          | 456                | 1,87               |
| María Laura Cerda                   |                    | Partido Obrero                                  | 130                | 0,53               |
| Rosa Liliana Sandoval               |                    | Movimiento Independiente de Justicia y Dignidad | 53                 | 0,22               |
| Votos positivos                     | Votos positivos    | Votos positivos                                 | 24.429             | 88,31              |
| Votos en blanco                     | Votos en blanco    | Votos en blanco                                 | 1.798              | 6,50               |
| Votos nulos                         | Votos nulos        | Votos nulos                                     | 1.435              | 5,19               |
| Total de votos                      | Total de votos     | Total de votos                                  | 27.662             | 100                |
| Caseros 1 Senador                   |                    |                                                 |                    |                    |
| Candidato                           | Partido/Alianza    | Partido/Alianza                                 | Votos              | %                  |
| Eduardo Daniel Rosconi              |                    | Frente Santa Fe para Todos                      | 24.329             | 53,26              |
| Juan José Sarasola (UCR)            |                    | Frente Progresista, Cívico y Social             | 15.505             | 33,95              |
| Nelso Ángel Correa                  |                    | Unión Pro Federal                               | 4.404              | 9,64               |
| Martín Leandro Varoli               |                    | Política Abierta para la Integridad Social      | 856                | 1,87               |
| Víctor Hugo Galiano                 |                    | Partido Obrero                                  | 429                | 0,97               |
| Jorge Nicasio Fernández             |                    | Movimiento Independiente de Justicia y Dignidad | 153                | 0,33               |
| Votos positivos                     | Votos positivos    | Votos positivos                                 | 45.676             | 85,80              |
| Votos en blanco                     | Votos en blanco    | Votos en blanco                                 | 3.982              | 7,48               |
| Votos nulos                         | Votos nulos        | Votos nulos                                     | 3.576              | 6,72               |
| Total de votos                      | Total de votos     | Total de votos                                  | 53.234             | 100                |
| Castellanos 1 Senador               |                    |                                                 |                    |                    |
| Candidato                           | Partido/Alianza    | Partido/Alianza                                 | Votos              | %                  |
| Alcides Lorenzo Calvo               |                    | Frente Santa Fe para Todos                      | 47.124             | 56,14              |
| Juan José Bertero (PS)              |                    | Frente Progresista Cívico y Social              | 27.277             | 32,50              |
| Horacio Antonio Mehring             |                    | Unión Pro Federal                               | 6.646              | 7,92               |
| Juan Carlos Rivero                  |                    | Partido Obrero                                  | 766                | 0,91               |
| Juan Carlos Ruta                    |                    | Política Abierta para la Integridad Social      | 891                | 1,06               |
| Abel Pomar                          |                    | Partido Autonomista de Santa Fe                 | 935                | 1,11               |
| Rafael Fermín Gauna                 |                    | Movimiento Independiente de Justicia y Dignidad | 303                | 0,36               |
| Votos positivos                     | Votos positivos    | Votos positivos                                 | 83.942             | 86,67              |
| Votos en blanco                     | Votos en blanco    | Votos en blanco                                 | 6.832              | 7,05               |
| Votos nulos                         | Votos nulos        | Votos nulos                                     | 6.084              | 6,28               |
| Total de votos                      | Total de votos     | Total de votos                                  | 96.858             | 100                |
| Constitución 1 Senador              |                    |                                                 |                    |                    |
| Candidato                           | Partido/Alianza    | Partido/Alianza                                 | Votos              | %                  |
| Germán Eduardo Giacomino (UCR)      |                    | Frente Progresista Cívico y Social              | 21.437             | 45,76              |
| José Antonio López                  |                    | Frente Santa Fe para Todos                      | 18.627             | 39,76              |
| Pablo Diego Varoli                  |                    | Unión Pro Federal                               | 3.058              | 6,53               |
| Bruno Guido B. Debuchy              |                    | Partido Nacionalista Constitucional UNIR        | 2.142              | 4,57               |
| Cristian Esteban Roca               |                    | Movimiento Proyecto Sur                         | 1.089              | 2,32               |
| Rubén Darío Cruceño                 |                    | Política Abierta para la Integridad Social      | 252                | 0,54               |
| Hugo Norberto Branto                |                    | Movimiento Independiente de Justicia y Dignidad | 245                | 0,52               |
| Votos positivos                     | Votos positivos    | Votos positivos                                 | 46.850             | 86,75              |
| Votos en blanco                     | Votos en blanco    | Votos en blanco                                 | 3.604              | 6,67               |
| Votos nulos                         | Votos nulos        | Votos nulos                                     | 3.551              | 6,58               |
| Total de votos                      | Total de votos     | Total de votos                                  | 54.005             | 100                |
| Garay 1 Senador                     |                    |                                                 |                    |                    |
| Candidato                           | Partido/Alianza    | Partido/Alianza                                 | Votos              | %                  |
| Ricardo Adolfo Kaufmann             |                    | Frente Santa Fe para Todos                      | 5.438              | 49,60              |
| Selva Mónica del H. Degiorgio (UCR) |                    | Frente Progresista Cívico y Social              | 4.567              | 41,65              |
| Abelardo Tomás Zanabria             |                    | Unión Pro Federal                               | 824                | 7,52               |
| Lorena del Carmen Rodríguez         |                    | Partido Autonomista de Santa Fe                 | 63                 | 0,57               |
| Juan Antonio Botta                  |                    | Partido Obrero                                  | 45                 | 0,41               |
| Juan Ramón Osuna                    |                    | Movimiento Independiente de Justicia y Dignidad | 27                 | 0,25               |
| Votos positivos                     | Votos positivos    | Votos positivos                                 | 10.964             | 91,71              |
| Votos en blanco                     | Votos en blanco    | Votos en blanco                                 | 350                | 2,93               |
| Votos nulos                         | Votos nulos        | Votos nulos                                     | 641                | 5,36               |
| Total de votos                      | Total de votos     | Total de votos                                  | 11.955             | 100                |
| General López 1 Senador             |                    |                                                 |                    |                    |
| Candidato                           | Partido/Alianza    | Partido/Alianza                                 | Votos              | %                  |
| Lisandro Rudy Enrico (UCR)          |                    | Frente Progresista Cívico y Social              | 41.950             | 43,23              |
| Ricardo Adrián Spinozzi             |                    | Frente Santa Fe para Todos                      | 39.407             | 40,61              |
| Daniel Eduardo Facendini            |                    | Unión Pro Federal                               | 9.125              | 9,40               |
| Carlos Alberto Tejerina             |                    | Política Abierta para la Integridad Social      | 1.982              | 2,04               |
| Cossio Soledad Diez de Tejada       |                    | Partido Nacionalista Constitucional UNIR        | 1.890              | 1,95               |
| Gustavo Martín de Mattia            |                    | Partido Autonomista de Santa Fe                 | 1.830              | 1,89               |
| Verónica Valeria Robledo            |                    | Partido Obrero                                  | 630                | 0,65               |
| Ramona Haydee Aráoz                 |                    | Movimiento Independiente de Justicia y Dignidad | 227                | 0,23               |
| Votos positivos                     | Votos positivos    | Votos positivos                                 | 97.041             | 86,96              |
| Votos en blanco                     | Votos en blanco    | Votos en blanco                                 | 7.366              | 6,60               |
| Votos nulos                         | Votos nulos        | Votos nulos                                     | 7.182              | 6,44               |
| Total de votos                      | Total de votos     | Total de votos                                  | 111.589            | 100                |
| General Obligado 1 Senador          |                    |                                                 |                    |                    |
| Candidato                           | Partido/Alianza    | Partido/Alianza                                 | Votos              | %                  |
| Orfilio Eliseo José Marcón (UCR)    |                    | Frente Progresista Cívico y Social              | 59.647             | 69,04              |
| Eduardo Federico Richter            |                    | Frente Santa Fe para Todos                      | 20.266             | 23,46              |
| Manuel Vicente Dellacasa            |                    | Unión Pro Federal                               | 3.160              | 3,66               |
| Abel Domingo Vázquez                |                    | Movimiento Independiente de Justicia y Dignidad | 936                | 1,08               |
| David Maximiliano Prez              |                    | Partido Obrero                                  | 832                | 0,96               |
| Víctor Adrián Zaragoza              |                    | Movimiento Proyecto Sur                         | 746                | 0,86               |
| Martín Abel Gómez                   |                    | Partido Autonomista de Santa Fe                 | 571                | 0,66               |
| José Antonio Machuca                |                    | Política Abierta para la Integridad Social      | 240                | 0,28               |
| Votos positivos                     | Votos positivos    | Votos positivos                                 | 86.398             | 90,55              |
| Votos en blanco                     | Votos en blanco    | Votos en blanco                                 | 3.372              | 3,53               |
| Votos nulos                         | Votos nulos        | Votos nulos                                     | 5.640              | 5,91               |
| Total de votos                      | Total de votos     | Total de votos                                  | 95.410             | 100                |
| Iriondo 1 Senador                   |                    |                                                 |                    |                    |
| Candidato                           | Partido/Alianza    | Partido/Alianza                                 | Votos              | %                  |
| Hugo Jesús Rasetto (UCR)            |                    | Frente Progresista Cívico y Social              | 18.043             | 50,29              |
| Norberto Juan Betique               |                    | Frente Santa Fe para Todos                      | 14.844             | 41,37              |
| María Rosa Barbaresi                |                    | Unión Pro Federal                               | 2.295              | 6,40               |
| Liliana Beatriz Alcine              |                    | Partido Obrero                                  | 319                | 0,89               |
| Fabián Alejandro Speca              |                    | Política Abierta para la Integridad Social      | 291                | 0,81               |
| Victoria Ermelinda Herrera          |                    | Movimiento Independiente de Justicia y Dignidad | 87                 | 0,24               |
| Votos positivos                     | Votos positivos    | Votos positivos                                 | 35.879             | 88,39              |
| Votos en blanco                     | Votos en blanco    | Votos en blanco                                 | 2.541              | 6,26               |
| Votos nulos                         | Votos nulos        | Votos nulos                                     | 2.170              | 5,35               |
| Total de votos                      | Total de votos     | Total de votos                                  | 40.590             | 100                |
| La Capital 1 Senador                |                    |                                                 |                    |                    |
| Candidato                           | Partido/Alianza    | Partido/Alianza                                 | Votos              | %                  |
| Hugo Marcucci (UCR)                 |                    | Frente Progresista, Cívico y Social             | 104.789            | 43,56              |
| Silvina Patricia Frana              |                    | Frente Santa Fe para Todos                      | 87.951             | 36,56              |
| Néstor Antonio Oroño                |                    | Unión Pro Federal                               | 31.716             | 13,18              |
| Silvia Verónica Durán               |                    | Movimiento Proyecto Sur                         | 6.283              | 2,61               |
| Javier Fernando Tell                |                    | Partido Obrero                                  | 3.203              | 1,33               |
| Rubén Darío Vigil                   |                    | Política Abierta para la Integridad Social      | 2.744              | 1,14               |
| Juan Carlos Mendoza                 |                    | Partido Autonomista de Santa Fe                 | 2.146              | 0,89               |
| María Lucía Gómez da Silva          |                    | Movimiento Independiente de Justicia y Dignidad | 1.721              | 0,72               |
| Votos positivos                     | Votos positivos    | Votos positivos                                 | 240.553            | 85,28              |
| Votos en blanco                     | Votos en blanco    | Votos en blanco                                 | 19.378             | 6,87               |
| Votos nulos                         | Votos nulos        | Votos nulos                                     | 22.158             | 7,85               |
| Total de votos                      | Total de votos     | Total de votos                                  | 282.089            | 100                |
| Las Colonias 1 Senador              |                    |                                                 |                    |                    |
| Candidato                           | Partido/Alianza    | Partido/Alianza                                 | Votos              | %                  |
| Rubén Regis Pirola                  |                    | Frente Santa Fe para Todos                      | 30.021             | 53,97              |
| Carlos Fascendini (UCR)             |                    | Frente Progresista Cívico y Social              | 22.350             | 40,18              |
| Miguel Ángel Gauna                  |                    | Unión Pro Federal                               | 2.093              | 3,76               |
| Aldo Adolfo Bieri                   |                    | Partido Obrero                                  | 557                | 1,00               |
| José Santiago Casco                 |                    | Movimiento Independiente de Justicia y Dignidad | 317                | 0,57               |
| Claudia Patricia Luque              |                    | Partido Autonomista de Santa Fe                 | 288                | 0,52               |
| Votos positivos                     | Votos positivos    | Votos positivos                                 | 55.626             | 87,73              |
| Votos en blanco                     | Votos en blanco    | Votos en blanco                                 | 3.929              | 6,20               |
| Votos nulos                         | Votos nulos        | Votos nulos                                     | 3.849              | 6,07               |
| Total de votos                      | Total de votos     | Total de votos                                  | 63.404             | 100                |
| Nueve de Julio 1 Senador            |                    |                                                 |                    |                    |
| Candidato                           | Partido/Alianza    | Partido/Alianza                                 | Votos              | %                  |
| Joaquín Raúl Horacio Gramajo        |                    | Frente Santa Fe para Todos                      | 7.526              | 53,05              |
| Adolfo Ricardo Weder (UCR)          |                    | Frente Progresista Cívico y Social              | 5.305              | 37,40              |
| Juan Carlos Sánchez                 |                    | Política Abierta para la Integridad Social      | 1.185              | 8,35               |
| Sandra Lorena Álvarez               |                    | Partido Autonomista de Santa Fe                 | 170                | 1,20               |
| Votos positivos                     | Votos positivos    | Votos positivos                                 | 14.186             | 92,01              |
| Votos en blanco                     | Votos en blanco    | Votos en blanco                                 | 421                | 2,73               |
| Votos nulos                         | Votos nulos        | Votos nulos                                     | 811                | 5,26               |
| Total de votos                      | Total de votos     | Total de votos                                  | 15.418             | 100                |
| Rosario 1 Senador                   |                    |                                                 |                    |                    |
| Candidato                           | Partido/Alianza    | Partido/Alianza                                 | Votos              | %                  |
| Miguel Lifschitz (PS)               |                    | Frente Progresista, Cívico y Social             | 356.726            | 59,91              |
| Armando Mario Perichón              |                    | Frente Santa Fe para Todos                      | 101.404            | 17,03              |
| Laura María Bertotto                |                    | Unión Pro Federal                               | 85.839             | 14,42              |
| Leonardo Rico                       |                    | Movimiento Proyecto Sur                         | 13.289             | 2,23               |
| Alicia Andrea Escudero              |                    | Partido Obrero                                  | 9.716              | 1,63               |
| Gabriela Inés Quadri                |                    | Partido Demócrata Cristiano                     | 9.403              | 1,58               |
| Adelma Elisa Aldana                 |                    | Política Abierta para la Integridad Social      | 5.925              | 1,00               |
| Josefina Luzuriaga                  |                    | Partido de los Trabajadores Socialistas         | 4.739              | 0,80               |
| Oscar Ángel Zárate                  |                    | Partido Autonomista de Santa Fe                 | 3.004              | 0,50               |
| Rodolfo Julián Navarro              |                    | Partido Nacionalista Constitucional UNIR        | 3.800              | 0,64               |
| Enrique Sebastián Castañeda         |                    | Movimiento Independiente de Justicia y Dignidad | 1.630              | 0,27               |
| Votos positivos                     | Votos positivos    | Votos positivos                                 | 595.475            | 87,64              |
| Votos en blanco                     | Votos en blanco    | Votos en blanco                                 | 37.437             | 5,51               |
| Votos nulos                         | Votos nulos        | Votos nulos                                     | 46.506             | 6,84               |
| Total de votos                      | Total de votos     | Total de votos                                  | 679.418            | 100                |
| San Cristóbal 1 Senador             |                    |                                                 |                    |                    |
| Candidato                           | Partido/Alianza    | Partido/Alianza                                 | Votos              | %                  |
| Felipe Michlig (UCR)                |                    | Frente Progresista, Cívico y Social             | 25.448             | 72,13              |
| Rodolfo Keller                      |                    | Frente Santa Fe para Todos                      | 9.249              | 26,21              |
| Clementina Alejandra Pérez          |                    | Partido Autonomista de Santa Fe                 | 436                | 1,24               |
| Sergio Daniel Leiva                 |                    | Movimiento Independiente de Justicia y Dignidad | 149                | 0,42               |
| Votos positivos                     | Votos positivos    | Votos positivos                                 | 35.282             | 90,49              |
| Votos en blanco                     | Votos en blanco    | Votos en blanco                                 | 1.717              | 4,40               |
| Votos nulos                         | Votos nulos        | Votos nulos                                     | 1.989              | 5,10               |
| Total de votos                      | Total de votos     | Total de votos                                  | 38.988             | 100                |
| San Javier 1 Senador                |                    |                                                 |                    |                    |
| Candidato                           | Partido/Alianza    | Partido/Alianza                                 | Votos              | %                  |
| José Ramón Baucero                  |                    | Frente Santa Fe para Todos                      | 8.506              | 54,38              |
| Sergio Oscar Ramseyer (UCR)         |                    | Frente Progresista Cívico y Social              | 6.553              | 41,90              |
| Mabel Guadalupe Torres              |                    | Partido Autonomista de Santa Fe                 | 272                | 1,74               |
| Luis Domingo Pedro Torrieri         |                    | Movimiento Proyecto Sur                         | 239                | 1,53               |
| Oscar Adolfo Fernández              |                    | Partido Obrero                                  | 40                 | 0,26               |
| Edgardo Deomar Vega                 |                    | Movimiento Independiente de Justicia y Dignidad | 31                 | 0,20               |
| Votos positivos                     | Votos positivos    | Votos positivos                                 | 15.641             | 90,13              |
| Votos en blanco                     | Votos en blanco    | Votos en blanco                                 | 667                | 3,84               |
| Votos nulos                         | Votos nulos        | Votos nulos                                     | 1.046              | 6,03               |
| Total de votos                      | Total de votos     | Total de votos                                  | 17.354             | 100                |
| San Jerónimo 1 Senador              |                    |                                                 |                    |                    |
| Candidato                           | Partido/Alianza    | Partido/Alianza                                 | Votos              | %                  |
| Danilo Hugo José Capitani           |                    | Frente Santa Fe para Todos                      | 17.519             | 42,24              |
| Lisandro Aníbal Mana (PDP)          |                    | Frente Progresista Cívico y Social              | 15.768             | 38.02              |
| Miguel Ángel Longarini              |                    | Unión Pro Federal                               | 6.610              | 15,94              |
| Ernesto Cerrudo                     |                    | Partido Autonomista de Santa Fe                 | 628                | 1,51               |
| Miguel Ángel César                  |                    | Movimiento Independiente de Justicia y Dignidad | 525                | 1,27               |
| Mario Alberto Vega                  |                    | Partido Obrero                                  | 259                | 0,60               |
| José Adolfo Alarcón                 |                    | Política Abierta para la Integridad Social      | 165                | 0,40               |
| Votos positivos                     | Votos positivos    | Votos positivos                                 | 41.474             | 86,33              |
| Votos en blanco                     | Votos en blanco    | Votos en blanco                                 | 3.202              | 6,66               |
| Votos nulos                         | Votos nulos        | Votos nulos                                     | 3.367              | 7,01               |
| Total de votos                      | Total de votos     | Total de votos                                  | 48.043             | 100                |
| San Justo 1 Senador                 |                    |                                                 |                    |                    |
| Candidato                           | Partido/Alianza    | Partido/Alianza                                 | Votos              | %                  |
| Rodrigo Leandro Borla (UCR)         |                    | Frente Progresista Cívico y Social              | 14.789             | 64,08              |
| Oscar Enrique Ceschi                |                    | Frente Santa Fe para Todos                      | 7.566              | 32,78              |
| Guido Francisco Conti               |                    | Unión Pro Federal                               | 528                | 2,29               |
| Rosa Marcela Sosa                   |                    | Partido Autonomista de Santa Fe                 | 100                | 0,43               |
| Claudio Adrián Galizzi              |                    | Partido Obrero                                  | 39                 | 0,17               |
| Daniel Guzmán Segovia               |                    | Política Abierta para la Integridad Social      | 31                 | 0,13               |
| Marcela Rosana Gómez                |                    | Movimiento Independiente de Justicia y Dignidad | 26                 | 0,11               |
| Votos positivos                     | Votos positivos    | Votos positivos                                 | 23.079             | 93,12              |
| Votos en blanco                     | Votos en blanco    | Votos en blanco                                 | 648                | 2,31               |
| Votos nulos                         | Votos nulos        | Votos nulos                                     | 1.058              | 4,27               |
| Total de votos                      | Total de votos     | Total de votos                                  | 24.785             | 100                |
| San Lorenzo 1 Senador               |                    |                                                 |                    |                    |
| Candidato                           | Partido/Alianza    | Partido/Alianza                                 | Votos              | %                  |
| Armando Ramón Traferri              |                    | Frente Santa Fe para Todos                      | 35.801             | 43,56              |
| Eduardo Horacio Galaretto (UCR)     |                    | Frente Progresista Cívico y Social              | 29.088             | 35,39              |
| Darío Iván Tello                    |                    | Unión Pro Federal                               | 5.944              | 7,23               |
| Mario Vicente Besedniak             |                    | Movimiento Proyecto Sur                         | 3.824              | 4,65               |
| Silvia Rosa Bastos                  |                    | Política Abierta para la Integridad Social      | 2.312              | 2,81               |
| Rita del Valle Tisera               |                    | Partido Obrero                                  | 2.121              | 2,58               |
| Clelia Clementina Ferrari           |                    | Confluencia Santafesina                         | 1.587              | 1,93               |
| Miriam Elisabet Morello             |                    | Partido Autonomista de Santa Fe                 | 1.221              | 1,49               |
| Alejandro Fabián Fuentes Fonseca    |                    | Movimiento Independiente de Justicia y Dignidad | 293                | 0,36               |
| Votos positivos                     | Votos positivos    | Votos positivos                                 | 82.191             | 84,30              |
| Votos en blanco                     | Votos en blanco    | Votos en blanco                                 | 7.934              | 8,14               |
| Votos nulos                         | Votos nulos        | Votos nulos                                     | 7.375              | 7,56               |
| Total de votos                      | Total de votos     | Total de votos                                  | 97.500             | 100                |
| San Martín 1 Senador                |                    |                                                 |                    |                    |
| Candidato                           | Partido/Alianza    | Partido/Alianza                                 | Votos              | %                  |
| Cristina Antonia Berra              |                    | Frente Santa Fe para Todos                      | 17.154             | 49,89              |
| Ángel Mateo Rossi (UCR)             |                    | Frente Progresista Cívico y Social              | 13.374             | 38,89              |
| Jorge Alberto Ortiz                 |                    | Unión Pro Federal                               | 2.784              | 8,10               |
| María del Pilar Díaz                |                    | Partido Autonomista de Santa Fe                 | 395                | 1,15               |
| Ismael José González                |                    | Movimiento Independiente de Justicia y Dignidad | 376                | 1,09               |
| Ramón Arregin                       |                    | Política Abierta para la Integridad Social      | 302                | 0,88               |
| Votos positivos                     | Votos positivos    | Votos positivos                                 | 34.385             | 87,70              |
| Votos en blanco                     | Votos en blanco    | Votos en blanco                                 | 2.301              | 5,87               |
| Votos nulos                         | Votos nulos        | Votos nulos                                     | 2.521              | 6,43               |
| Total de votos                      | Total de votos     | Total de votos                                  | 39.207             | 100                |
| Vera 1 Senador                      |                    |                                                 |                    |                    |
| Candidato                           | Partido/Alianza    | Partido/Alianza                                 | Votos              | %                  |
| Hugo Fernando Pucheta               |                    | Frente Santa Fe para Todos                      | 14.254             | 57,82              |
| Analía Lilian Schpeir (UCR)         |                    | Frente Progresista Cívico y Social              | 8.912              | 36,15              |
| Rubén Darío Pizarro                 |                    | Unión Pro Federal                               | 950                | 3,85               |
| Teresa Betina Carrizo               |                    | Partido Autonomista de Santa Fe                 | 278                | 1,13               |
| Javier Ramón González               |                    | Movimiento Independiente de Justicia y Dignidad | 135                | 0,55               |
| Olga Amelia Cardozo                 |                    | Política Abierta para la Integridad Social      | 73                 | 0,30               |
| Ana María Chávez                    |                    | Partido Obrero                                  | 52                 | 0,21               |
| Votos positivos                     | Votos positivos    | Votos positivos                                 | 24.654             | 89,80              |
| Votos en blanco                     | Votos en blanco    | Votos en blanco                                 | 1.055              | 3,84               |
| Votos nulos                         | Votos nulos        | Votos nulos                                     | 1.745              | 6,36               |
| Total de votos                      | Total de votos     | Total de votos                                  | 27.454             | 100                |